# Selamakak
Der Selamakak (Macaca selai) ist eine nur wenig erforschte Primatenart aus der Gattung der Makaken innerhalb der Familie der Meerkatzenverwandten (Cercopithecidae). Er kommt im nordostindischen Bundesstaat Arunachal Pradesh im östlichen Himalaya vor. Die Art wurde erst 2022 als eigenständige, sich vom Arunachalmakak (Macaca munzala) unterscheidende Art beschrieben. Das Verbreitungsgebiet des Selamakaken hat eine Größe von etwa 11.000 km² und liegt 1133 bis 2795 Meter über dem Meeresspiegel. Möglicherweise kommt er aber auch in angrenzenden Gebieten in Bhutan und Tibet vor.

## Merkmale
Der Selamakak kann durch eine Reihe von Merkmalen von allen anderen Arten der sinica-Artengruppe innerhalb der Makaken unterschieden werden; dazu gehören ein braunes oder dunkelbraunes Fell und eine braune Schnauze, hellbraune Barthaare, dichtes braunes Haar um den Hals, eine helle Gesichtshaut und das Fehlen eines Kinnbarts. Der Schwanz des Selamakaken ist, in Bezug gesetzt zur Kopf-Rumpf-Länge, länger als der des Arunachalmakaken, des Tibetmakaken (M. thibetana), des Assam-Makaken (M. assamensis assamensis) und des Weißwangenmakaken (M. leucogenys), aber kürzer als der von M. assamensis pelops, des Indischen Hutaffen (M. radiata) und des Ceylon-Hutaffen (M. sinica). Morphologisch hat der Selamakak die größten Gemeinsamkeiten mit dem Assam-Makaken.

## Systematik
Der Selamakak wurde im Mai 2022 durch eine Gruppe indischer Wissenschaftler erstbeschrieben. Die Terra typica liegt im Distrikt West Kameng. Vorher wurden die dieser Affenart zugeordneten Populationen dem Arunachalmakak zugeordnet. Diese Art umfasst damit nur noch die Makaken des Distrikts Tawang in Arunachal Pradesh. Der Sela-Makak wurde nach dem bis zu 4170 Meter hohen Sela-Pass benannt, der über den Gebirgszug zwischen den Verbreitungsgebieten beider Arten führt. Der Sela-Pass wurde wiederum nach einer indigenen jungen Frau namens Sela benannt, die den indischen Truppen im Indisch-Chinesischen Grenzkrieg half. Wie die anderen im Himalaya vorkommenden Makakenarten gehört der Sela-Makak zur sinica-Artengruppe. Innerhalb der Art lassen sich nach genetischen Daten zwei eigenständige evolutive Linien unterscheiden, eine lebt im Distrikt West Kameng, die andere umfasst die Populationen in den Distrikten Kurung Kumey, Upper Subansiri und West Siang. Die zwei Linien trennten sich evolutionär schon vor etwa 1,5 Millionen Jahren voneinander. Der gemeinsame Vorfahre der beiden Linien trennte sich vom Arunachalmakak vor etwa 2 Millionen Jahren.